# 津輕鐵道線
津輕鐵道線（日语：／ Tsugaru tetsudō sen */?）是一條連結日本青森縣五所川原市的津輕五所川原站至青森縣北津輕郡中泊町的津輕中里站，屬於津輕鐵道的鐵路線。
此線以南北縱貫津輕半島中央部分，是目前日本最北端的私营铁路线，也是青森县现在唯一私营非电气化铁路。每年冬天會行駛觀光列車「暖爐列車」（ストーブ列車）、夏天行駛「風鈴列車」、夏末秋初行駛「蟲鳴列車」。

## 路線資料
- 管轄（事業類別）：津輕鐵道（第一種鐵道事業者）
- 路線距離（營業距離）：20.7公里
- 軌距：1067毫米
- 站數：12個（包括起終點站）
- 複線路段：沒有（全線單線）
- 電氣化路段：沒有（全線非電氣化）
- 閉塞方式：
  - 津輕五所川原－金木間 電氣路牌閉塞式
  - 金木－津輕中里間 單票閉塞式
- 最高速度：70公里/小時

## 歷史
由於經營川部站－五所川原站的陸奥鐵道（現JR五能線）被國家收購，收購額為成立時之兩倍資金，陸奧鐵道的股東們便計畫運用其資金建設津輕地區欠缺鐵路交通之五所川原－中里之間的鐵路，遂成立了津輕鐵道。并计划从中里延伸三厩，连接计划中的津輕線，但该计划至今没有实施。
1928年津輕鐵道获得津輕鐵道線铺设许可，1930年7月15日五所川原 - 金木开始运营，同年11月13日至津輕中里全线开通，12月开始开行暖爐列車，此后暖爐列車运行至今，除了1944~1946年因二战和战后物資欠乏停驶。
津輕鐵道線最初同时经营客货运输，但1984年之后停止货物运输。2007年开始为了维持暖爐列車运营，加收300日元“暖爐列車料金”，2014年和2020年分别增加100日元，目前为500日元。

## 運行形態
目前津輕鐵道線设定全程列车每日12往复，和金木－津輕中里間区间列车每日1往复，列车皆为普通列車，部分列车不停靠毘沙門站、川倉站、深乡田站，部分车站通过的列车，过去会标识为準急列车。日常运行使用单节的津輕鐵道津輕21型柴聯車進行一人运转，晨间有两节编成的列车。

## 觀光列車

### 風鈴列車
會在車內吊起津輕金山燒製作的風鈴，可以體驗夏日風鈴下吊著俳句風情的特別列車。
- 行駛時間：每年的7月1日到8月31日。
- 行駛班次：全部列車都以此形式運行。

### 鈴蟲列車
會在車內放置飼育著鈴蟲（蟋蟀科昆蟲）的籠子，可以體驗秋天蟲鳴風情的特別列車。
- 行駛時間：每年的9月1日到10月中旬。
- 行駛班次：全部列車都以此形式運行。

### 暖爐列車
每年冬天會在車內點起燒炭的暖爐，可以從車窗眺望雪地景色的特別列車。采用津輕鐵道DD350型柴油機車牵引客车的机辆模式运行，牵引客车使用2辆オハ46型客车担当暖爐车厢，以及1辆津轻21型担当普通车厢，普通车厢針對一般乘客無需額外收費。
- 行駛時間：每年的12月1日到次年的3月31日。
- 行駛班次：12月平日兩個往返班次、假日三個往返班次；1~3月每日三個往返班次。

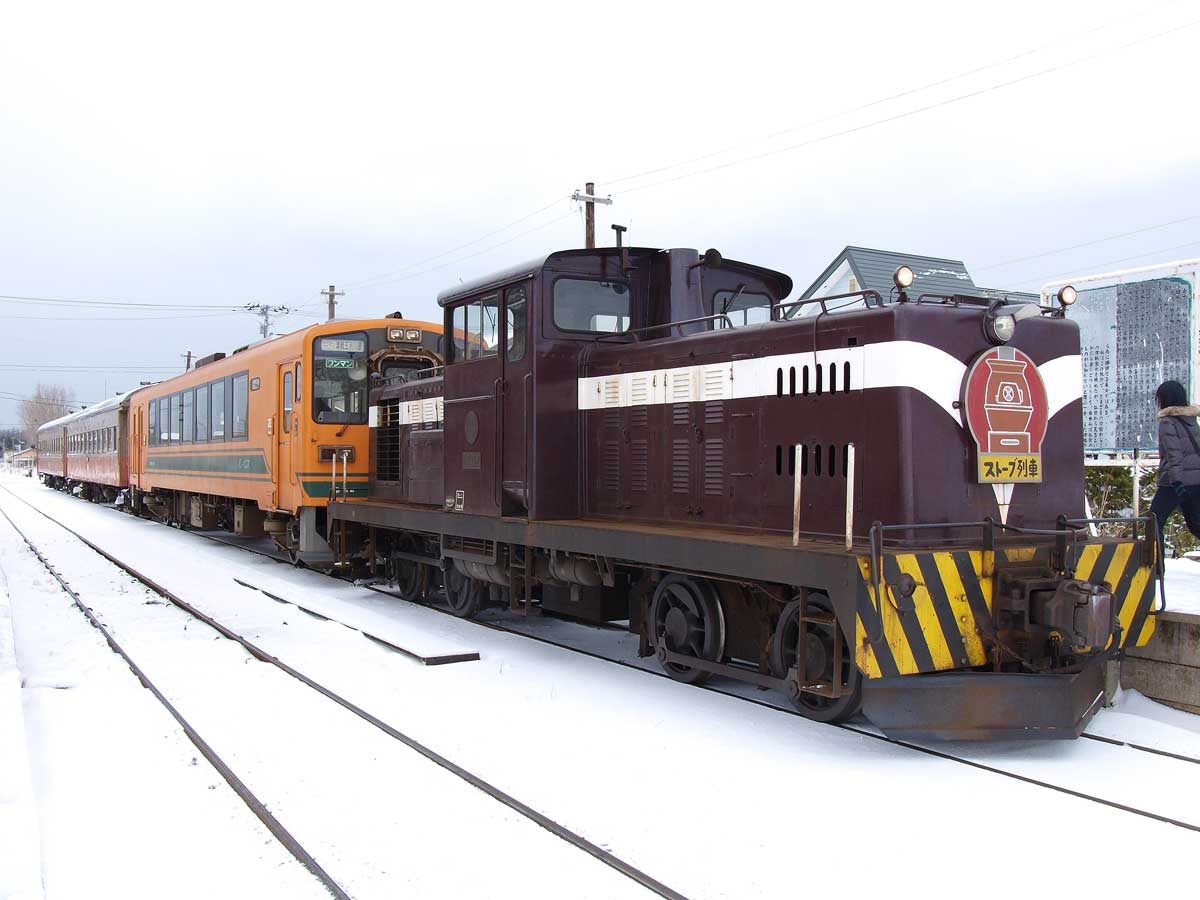
暖爐列車
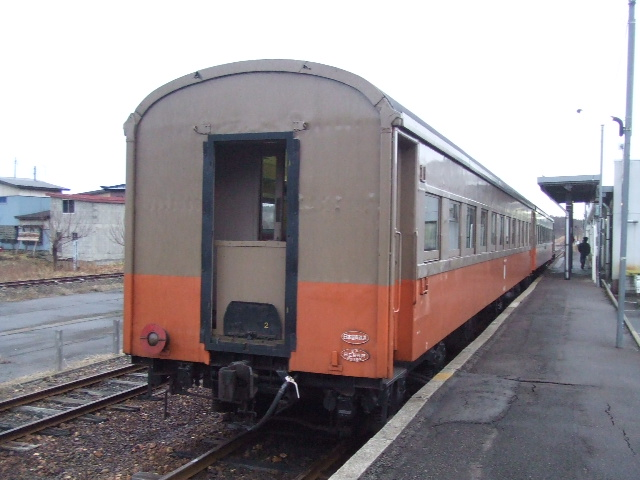
暖爐列車的客車
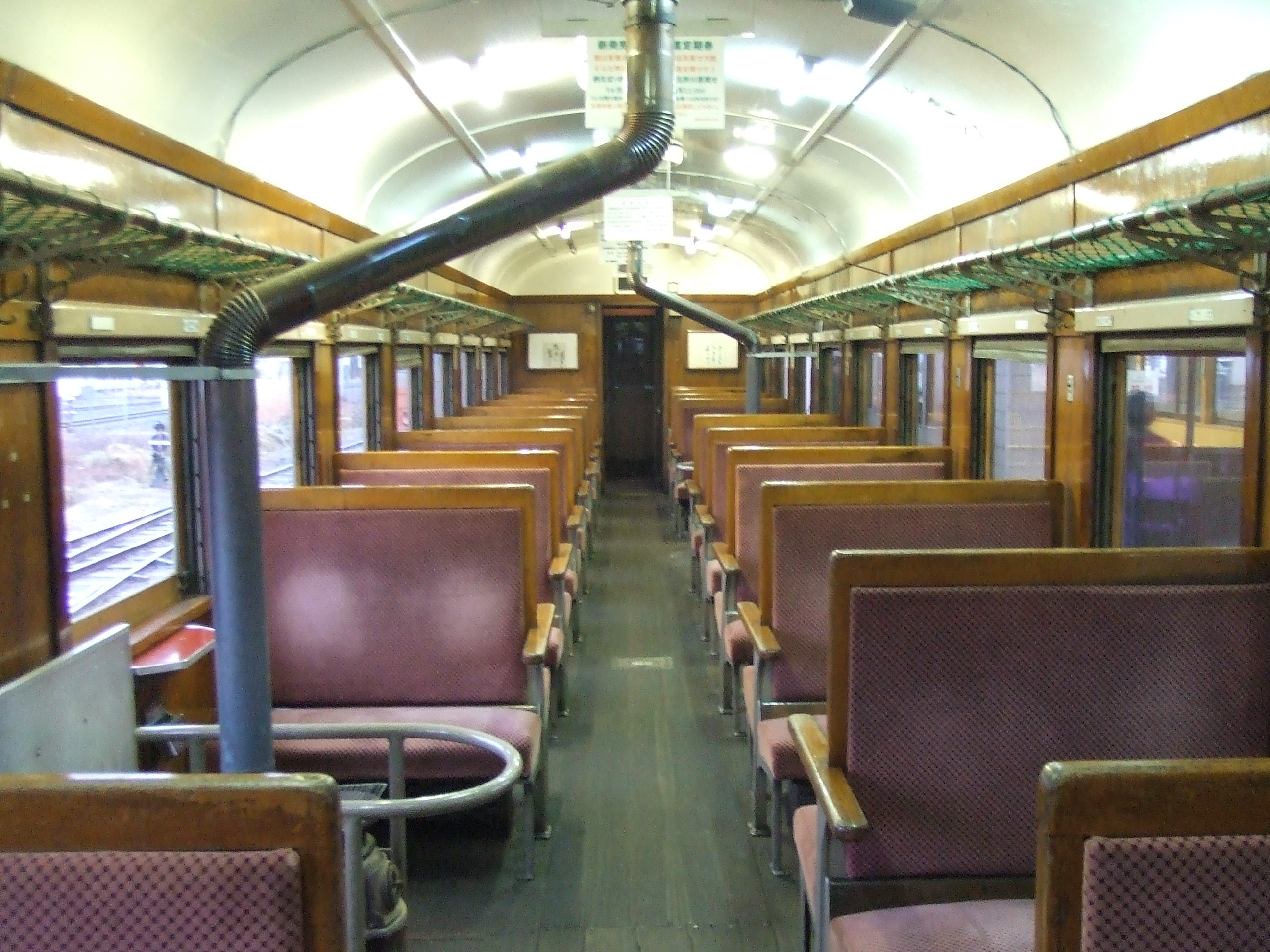
客車内部
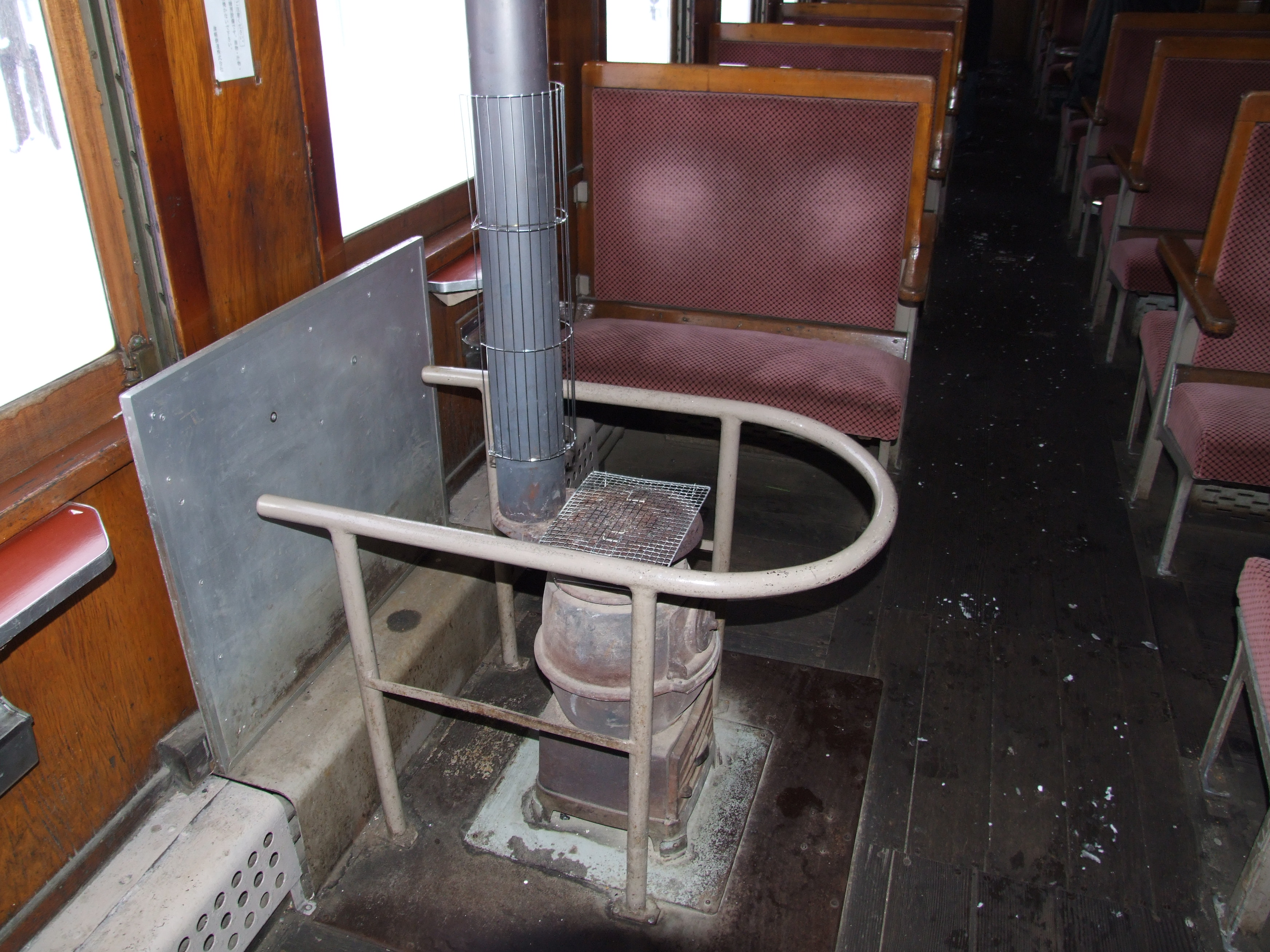
客車内的暖爐

## 車站列表
全部的車站都位於青森縣內。
範例
停靠站 … ●：所有列車停靠，◇：一部分列車通過
軌道（全線單線） … ◇：可進行列車交會，｜：不可進行列車交會
| 中文站名     | 日文站名 | 英文站名 | 站間距離 | 營業距離 | 通停 | 接續路線                            | 軌道 | 所在地         |
| ------------ | -------- | -------- | -------- | -------- | ---- | ----------------------------------- | ---- | -------------- |
| 津輕五所川原 |          |          | -        | 0.0      | ●    | 東日本旅客鐵道：■五能線（五所川原） | ｜   | 五所川原市     |
| 十川         |          |          | 1.3      | 1.3      | ●    |                                     | ｜   | 五所川原市     |
| 五農校前     |          |          | 1.9      | 3.2      | ●    |                                     | ｜   | 五所川原市     |
| 津輕飯詰     |          |          | 1.0      | 4.2      | ●    |                                     | ｜   | 五所川原市     |
| 毘沙門       |          |          | 3.2      | 7.4      | ◇    |                                     | ｜   | 五所川原市     |
| 嘉瀨         |          |          | 2.7      | 10.1     | ●    |                                     | ｜   | 五所川原市     |
| 金木         |          |          | 2.7      | 12.8     | ●    |                                     | ◇    | 五所川原市     |
| 蘆野公園     |          |          | 1.5      | 14.3     | ●    |                                     | ｜   | 五所川原市     |
| 川倉         |          |          | 1.7      | 16.0     | ◇    |                                     | ｜   | 五所川原市     |
| 大澤內       |          |          | 1.7      | 17.7     | ●    |                                     | ｜   | 北津輕郡中泊町 |
| 深鄉田       |          |          | 1.3      | 19.0     | ◇    |                                     | ｜   | 北津輕郡中泊町 |
| 津輕中里     |          |          | 1.7      | 20.7     | ●    |                                     | ｜   | 北津輕郡中泊町 |

## 计划
北海道新幹線開業前，曾计划在奧津輕今別車站与津輕鐵道線之间运行雙模式車輛 (DMV)，连接北海道新幹線，但因為尚未開發出安全運行現有列車和DMV的系統，2014年6月津輕鐵道放弃DMV计划。北海道新幹線開業后，改以弘南巴士连接奧津輕今別与本线津輕中里站，每日开行4往复。但2020年9月30日该路线巴士停止运营，并在11月1日改为预约制出租车取代。

## 外部連結
- （日語）津輕鐵道株式會社 （页面存档备份，存于）